# Leszek Wysłocki
Leszek Józef Wysłocki (ur. 16 marca 1933 w Komarowie-Osadzie) – polski inżynier górnictwa, działacz państwowy, wicewojewoda łódzki (1973–1975) i wojewoda piotrkowski (1975–1981), pełnomocnik rządu ds. budowy metra warszawskiego (1983–1994).

## Życiorys
Po ukończeniu szkoły średniej oraz niższej szkoły muzycznej w Zamościu studiował w Akademii Górniczo-Hutniczej w Krakowie, po czym uzyskał zatrudnienie jako asystent uczelniany (1955–1956). Od 1957 do 1972 pracował w górnictwie podziemnym jako nadgórnik, szef kopalni, a później dyrektor kombinatu kopalń. Nadzorował m.in. budowę elektrowni w Bełchatowie. W latach 1973–1975 pełnił obowiązki wicewojewody łódzkiego, następnie był pierwszym w historii wojewodą piotrkowskim (1975–1981). Po odejściu ze stanowiska stał na czele departamentu w Ministerstwie Górnictwa i Energetyki (1982–1983), następnie został pełnomocnikiem rządu ds. budowy metra warszawskiego w randze dyrektora (1983–1994). W latach 1995–2007 pracował jako dyrektor oraz doradca Polskiego Konsorcjum Gospodarczego Warszawskie Metro. Był członkiem Rad Nadzorczych Zespołu Elektrowni PAK S.A. i Mostostal Warszawa S.A. oraz wiceprzewodniczącym Rady Nadzorczej RAFAKO S.A.
Zajmował się sportem, był m.in. prezesem Polskiego Związku Lekkiej Atletyki.